# Rehearsing a Play
Rehearsing a Play è un cortometraggio muto del 1905 diretto da Lewin Fitzhamon.

## Trama
Un agente è convinto che gli attori impegnati nelle prove di una commedia siano coinvolti nel progetto di un omicidio.

## Produzione
Il film fu prodotto dalla Hepworth.

## Distribuzione
Distribuito dalla Hepworth, il film - un cortometraggio della lunghezza di 45,7 metri - uscì nelle sale cinematografiche britanniche nel giugno 1905. L'Edison Manufacturing Company lo distribuì negli Stati Uniti nell'agosto dello stesso anno con il titolo Rehearsing a Play at Home.
Non si hanno altre notizie del film che si ritiene perduto, forse distrutto nel 1924 quando il produttore Cecil M. Hepworth, ormai fallito, cercò di recuperare l'argento del nitrato fondendo le pellicole.